# Vijayanta
Vijayanta – indyjski czołg podstawowy, będący produkowaną na licencji odmianą brytyjskiego czołgu Vickers Mk.1. Pojazd był produkowany w latach 1963-1983 i wszedł do służby w armii indyjskiej w 1965 roku. Zbudowano 2200 jego egzemplarzy.